# Richard II d'Aversa
Richard II est un noble normand, comte d'Aversa et prince de Capoue, mort en 1105 ou 1106.

## Biographie
Il succéda à Jourdain Ier, son père, en 1090 ou 1091, et fut sous la tutelle du comte Robert de Caiazzo jusqu'à sa majorité en 1093.
Il fut chassé par les habitants de Capoue qui prirent pour chef Landon, de la famille des comtes de Teano. Retiré dans Aversa, il appela à son secours Roger, duc de Pouille, qui se rendit maître de Capoue, après une défense obstinée (1098), et Richard II se reconnut vassal de Roger. Robert Ier, son frère, lui succéda.

## Source
- Grand dictionnaire universel du XIXe siècle.